# Somme-Vesle
Somme-Vesle és un municipi francès, situat al departament del Marne i a la regió del Gran Est. L'any 2007 tenia 340 habitants.

## Demografia

### Població
El 2007 la població de fet de Somme-Vesle era de 340 persones. Hi havia 101 famílies, de les quals 13 eren unipersonals (9 homes vivint sols i 4 dones vivint soles), 40 parelles sense fills, 44 parelles amb fills i 4 famílies monoparentals amb fills.
La població ha evolucionat segons el següent gràfic:
Habitants censats

### Habitatges
El 2007 hi havia 104 habitatges, 103 eren l'habitatge principal de la família i 1 era una segona residència. 98 eren cases i 4 eren apartaments. Dels 103 habitatges principals, 82 estaven ocupats pels seus propietaris, 10 estaven llogats i ocupats pels llogaters i 11 estaven cedits a títol gratuït; 2 tenien una cambra, 7 en tenien tres, 30 en tenien quatre i 64 en tenien cinc o més. 83 habitatges disposaven pel capbaix d'una plaça de pàrquing. A 35 habitatges hi havia un automòbil i a 61 n'hi havia dos o més.

### Piràmide de població
La piràmide de població per edats i sexe el 2009 era:
| Homes | Edats   | Dones |
| ----- | ------- | ----- |
| 0     | 95 o +  | 4     |
| 0     | 90 a 94 | 4     |
| 4     | 85 a 89 | 0     |
| 4     | 80 a 84 | 0     |
| 0     | 75 a 79 | 4     |
| 4     | 70 a 74 | 0     |
| 8     | 65 a 69 | 0     |
| 0     | 60 a 64 | 12    |
| 16    | 55 a 59 | 0     |
| 4     | 50 a 54 | 4     |
| 8     | 45 a 49 | 4     |
| 8     | 40 a 44 | 8     |
| 12    | 35 a 39 | 12    |
| 4     | 30 a 34 | 4     |
| 4     | 25 a 29 | 8     |
| 8     | 20 a 24 | 8     |
| 8     | 15 a 19 | 12    |
| 16    | 10 a 14 | 8     |
| 8     | 5 a 9   | 8     |
| 12    | 0 a 4   | 0     |

## Economia
El 2007 la població en edat de treballar era de 234 persones, 148 eren actives i 86 eren inactives. De les 148 persones actives 140 estaven ocupades (79 homes i 61 dones) i 8 estaven aturades (2 homes i 6 dones). De les 86 persones inactives 8 estaven jubilades, 69 estaven estudiant i 9 estaven classificades com a «altres inactius».

### Ingressos
El 2009 a Somme-Vesle hi havia 110 unitats fiscals que integraven 313 persones, la mediana anual d'ingressos fiscals per persona era de 19.884 €.

### Activitats econòmiques
L'únic establiment que hi havia el 2007 era d'una empresa d'hostatgeria i restauració.
L'únic servei als particulars que hi havia el 2009 era un restaurant.
L'any 2000 a Somme-Vesle hi havia 16 explotacions agrícoles que ocupaven un total de 2.128 hectàrees.

## Poblacions més properes
El següent diagrama mostra les poblacions més properes.